# Ryan Glasgow
Ryan James Glasgow (Aurora, 30 settembre 1993) è un giocatore di football americano statunitense che milita nel ruolo di defensive tackle per i New Orleans Saints della National Football League  (NFL).

## Carriera
Glasgow al college giocò a football con i Michigan Wolverines dal 2013 al 2016, diventando titolare a partire dalla seconda stagione. Fu scelto dai Cincinnati Bengals nel corso del quarto giro (138º assoluto) del Draft NFL 2017. Debuttò come professionista subentrando nella gara del primo turno contro i Baltimore Ravens mettendo a segno un tackle.

## Famiglia
Ryan è il fratello di Graham dei Denver Broncos, con cui ha giocato a Michigan, e di Jordan, linebacker degli Indianapolis Colts.